# Vršatské Podhradie
Vršatské Podhradie é um município da Eslováquia, situado no distrito de Ilava, na região de Trenčín. Tem 13,43 km² de área e sua população em 2018 foi estimada em 222 habitantes.

## Demografia
| Ano:        | 1994 | 2004    | 2014   | 2024   |
| ----------- | ---- | ------- | ------ | ------ |
| Broj ljudi: | 283  | 249     | 238    | 217    |
| Razlika:    |      | -12,01% | -4,41% | -8,82% |

| Ano:               | 2023 | 2024   |
| ------------------ | ---- | ------ |
| Número de pessoas: | 216  | 217    |
| Diferença:         |      | +0,46% |